# Cor Boonstra
Cor Boonstra (7 de enero de 1938 – 24 de mayo de 2025) fue un empresario neerlandés y director ejecutivo, conocido principalmente por ser presidente de la Junta Directiva de Philips (1996–2001).

## Vida y carrera
A los 16 años abandonó sus estudios en la Hogere burgerschool de su ciudad natal y comenzó a trabajar para Unilever. En 1974 comenzó a trabajar en Sara Lee, donde finalmente se convirtió en presidente de la junta directiva.
El 31 de diciembre de 1993 se retiró de Sara Lee. A comienzos de 1994 fue invitado por el entonces alto ejecutivo de Philips, Jan Timmer, a formar parte de la Junta Directiva de Philips, con el objetivo de revitalizar la marca. Boonstra fue responsable de la campaña "Let's make things better".
Dos años después de incorporarse a Philips, Boonstra sucedió a Timmer como presidente de la junta directiva. Ocupó este cargo hasta 2001. Durante su liderazgo, el valor de mercado de Philips se multiplicó por cinco, en gran parte gracias al enfoque en beneficios a corto plazo y la venta de unidades como BSO/Origin (ahora parte de Atos) y la discográfica PolyGram. Durante su mandato trasladó la sede central de Philips (los 350 empleados de alto rango) de Eindhoven a Ámsterdam, la capital del país. Dado que la mayoría del personal permaneció en Eindhoven, ciudad natal de la empresa, esta decisión no fue bien recibida entre los empleados. En el año 2000, Boonstra fue elegido "ejecutivo del año". Boonstra se divorció dos veces y tuvo dos hijos (Cor Boonstra y Roelof Boonstra) con su primera esposa.
En 1998, Boonstra y su primera esposa sobrevivieron por poco a un secuestro. En ese momento, Boonstra ya tenía una relación con Sylvia Tóth. Años después, Boonstra fue acusado de uso de información privilegiada, con la que supuestamente ganó cientos de miles de euros comerciando acciones de Endemol (donde Sylvia Tóth era miembro de la junta) justo antes de que la empresa fuera adquirida por la española Telefónica. Finalmente fue absuelto por falta de pruebas que demostraran que su pareja Tóth le hubiera compartido información sobre el acuerdo inminente. La prensa neerlandesa se refirió al caso como el "acuerdo de la almohada".
Meses después, Cor Boonstra fue nuevamente acusado por no reportar transacciones con acciones de Ahold, empresa en cuya junta participaba. Fue declarado culpable y multado con 135.000 euros.
Boonstra falleció el 24 de mayo de 2025, a los 87 años.